# Gabriela Richardson Torres
Gabriela Richardson Torres   (Barcelona, 1994) és una cantant i compositora catalana.
Filla de l'escultor i pintor estatunidenc Jesse Richardson i de la catalana Patty Torres, el 2015 es va donar a conèixer amb la cançó, Hundred Miles, coescrita amb el grup català Yall. La cançó va ser la banda sonora d’una campanya de la firma Desigual i va tenir 230 milions de reproduccions en “streaming”, 28 milions de visionats a YouTube, va ser disc d’Or a 10 països i va obtenir un de disc de Platí a l'estat espanyol. El 2019, va publicar l'EP «Dölma» (mare de l’alliberament) d'estil pop R&B, amb la canço «Llegas tarde». El 2021, va publicar el single en castellà «Palomita Negrita» amb la col·laboració del productor Raül Refree.